# Sós Aladár

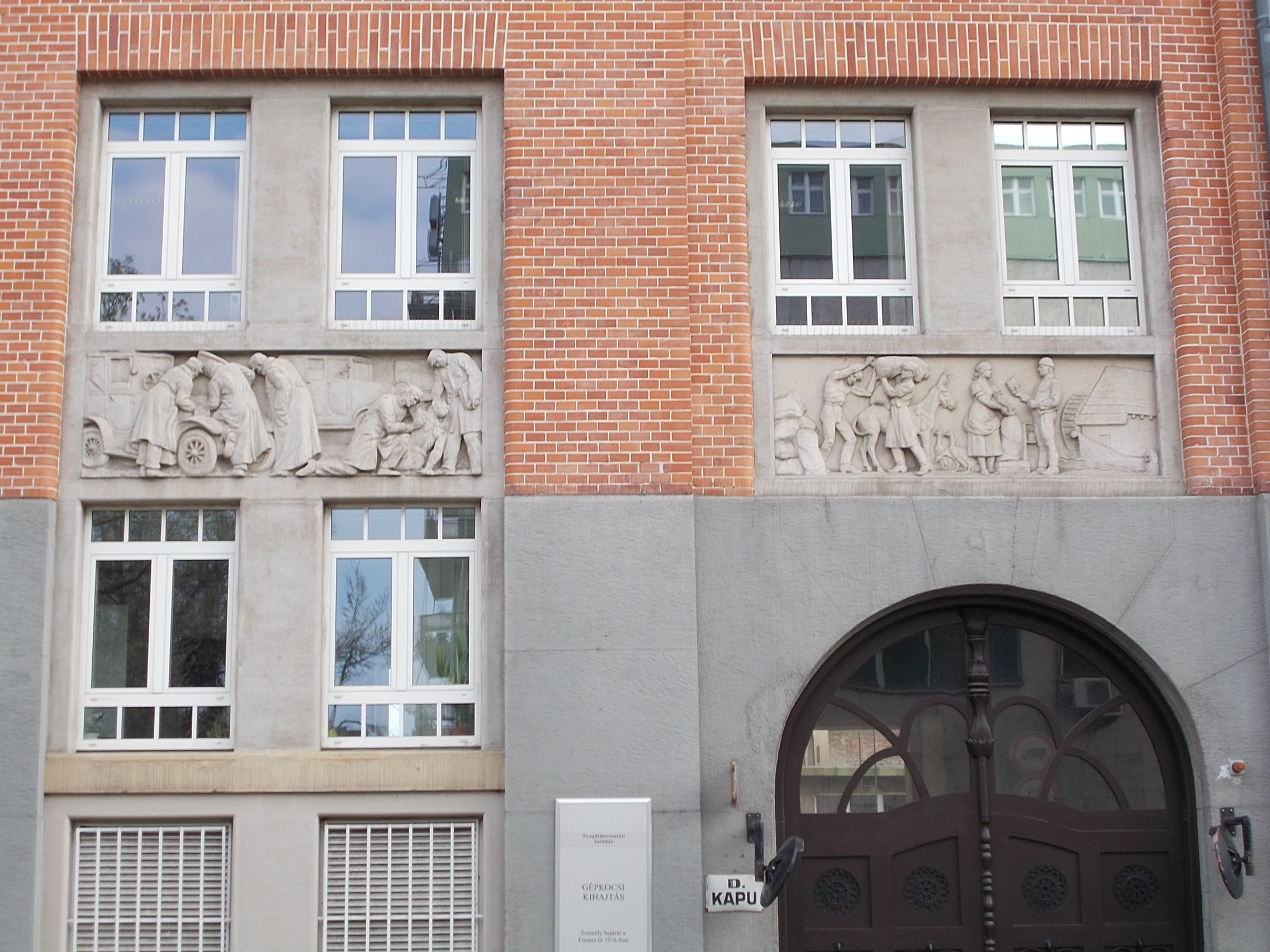
Az egykori OTI, ma Országos Nyugdíjbiztosítási Főigazgatóság székháza

Sós Aladár, 1912-ig használt születési nevén Schwarz Aladár Sámuel (Temesvár, 1887. július 4. – Budapest, 1975. június 5.) magyar építész, közgazdász, szakíró. Sós Júlia (1923–1968) pedagógus, szociológus írónő apja.

## Pályája

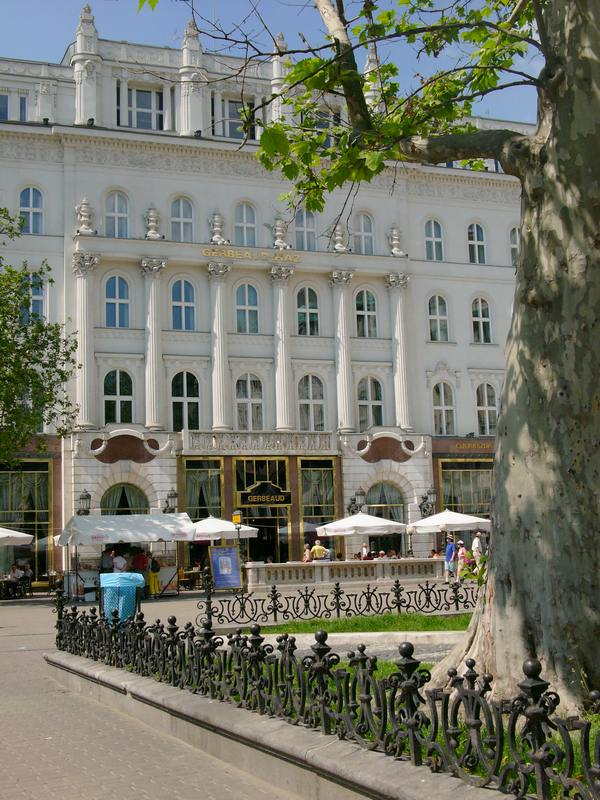
A pesti Gerbeaud-ház

Schwarz Simon és Blau Ida fia. Képzőművész szeretett volna lenni, 1910-ben a Műegyetemen szerzett diplomát. Szegedre helyezték a MÁV-hoz. A budapesti Ritz Szálló és a Gerbeaud-ház felújításának Fellner Sándor által végzett tervezésében már egyetemista korában részt vett. Diplomavédése után előbb a Magyar Államvasutak főmérnöke, majd pedig Magyarország mára elcsatolt részein, így a palicsi fürdőtelep, a szabadkai városháza, a marosvásárhelyi Kultúrpalota, a dévai színház, a pozsonyi kultúrpalota szecessziós épületeinek tervezésében és kivitelezésében működött közre. 1918-tól aktívan részt vett a Galilei Kör tevékenységében. Az 1920-as évek során tervei alapján készültek az Angolpark épületei és főkapuja. Pályáját apósával, Jakab Dezsővel magántervezőként, jobbára art déco stílusban folytatta. Vele és Komor Marcellel együtt tervezte az Országos Társadalombiztosító Intézet (OTI) Fiumei út 19. sz. alatti székházának bővítését, amelyért 1934-ben Lechner Ödön-emlékérmet kapott. Az 1940-es években Salgótarjánban, Tatabányán, Sztálinvárosban állami építkezéseket irányított, majd kinevezték a Budapesti Városépítési Tervező Iroda (BUVÁTI) városrendező irodájának vezetőjévé. Budapest VII. kerülete Tanácsának végrehajtó bizottságában építési és lakáskérdésekkel foglalkozott.

## Közéleti tevékenysége
A Szeged és Vidéke újságírójaként Balázs Béla, Juhász Gyula, Kaffka Margit, Móra Ferenc, Tömörkény István és mások baráti köréhez tartozott, akik amikor megnősült, kiadtak egy írást „Aladár és vidéke” címmel. Az Állam és Polgár című folyóirat főmunkatársa volt 1934–36 között, 1917-től 1949-ig országgyűlési képviselő volt a Magyar Radikális Pártban, 1946-ban a Közlekedésügyi Minisztérium művészeti tanácsnokává nevezték ki. Szabadkőműves páholy tagja volt.
Supka Géza temetésén ő mondta a gyászbeszédet.

## Családja
Felesége Schreiber Borbála (1894–1954) volt, Schreiber Fülöp szegedi tisztifőorvos és Tauszig Malvin lánya,  Jakab Dezső építész feleségének unokahúga, akit gyermektelenek révén magukhoz vettek Budapesten. Bartók Béla tanítványa volt.
Leánya Sós Júlia (Budapest, 1923. október 30. – Budapest, 1968. június 23.) pedagógus, szociológus, író. Unokája Kéri György (Budapest, 1950. január 11. – Budapest, 2016. július 20.) Gábor Dénes-díjas, Széchenyi-díjas magyar biokémikus, a Magyar Tudományos Akadémia doktora, a jelátviteli terápia nemzetközi hírű tudósa és nevelt unokája Kéri Piroska (1952. február 9. – 2020. május 29.), Sós Júlia nevelt lánya, a Szépírók Társasága alelnöke, aki Sós Aladárt mindig nagyapjának tartotta és a 2000-es évek elején összeállította, megírta és 2003-ban kiadta a „Sugárkoszorú – Sós Júlia és köre” c. kötetét, Sós Júlia születésének 80. évfordulójára.

## Főbb művei
- 1920-as évek vége: az Budapesti Zsidó Hitközség óbudai lakóháza, Budapest, Frankel Leó út 49.
- Országos Társadalombiztosító Intézet második szárnya (Komor M. és Jakab D. mellett) Fiumei út 19.
- 1935: villaépületek a Rózsadombon
- 1936: bérház, Budapest, Kandó Kálmán utca
- 1941: Melinda Társasüdülő (Vajda Andorral közösen) a Sváb-hegyen.

## Tárlatok, pályázatok
- 1926: a Műcsarnok éves kiállításán Alföldi városház, Belgrádi központi pályaudvar és Templomudvar című terveit mutatta be
- 1928: a genfi Nemzetek Palotája tervpályázatán vett részt.
- 1934: II. díjat nyert bérháztervével a Műcsarnok kiállításán
- 1937: „Milyen legyen a mai lakás” című kiállítást ő rendezte a Tamás Galériában

## Esszéi
- Tanulmány Aldous Huxley-ről
- Tanulmány Marcel Proustról
- Szabadság és gazdaság, Elméleti általános közgazdaságtan (részletek) – válogatott írások, Göncöl Kiadó Kft., 1991. 630 o.

## Cikkek alkotásairól
- A Dohány utcai Hősök temploma (Tér és Forma, 1929)
- S. A.: Az OTI budapesti székháza (Tér és Forma, 1938)
- N. N.: A Melinda társasüdülő a Svábhegyen (Tér és Forma, 1942)